# Trichauxa
Trichauxa är ett släkte av skalbaggar. Trichauxa ingår i familjen långhorningar.
Kladogram enligt Catalogue of Life:
| Trichauxa | \| \| Trichauxa albovittata \| \| \| \| \| \| Trichauxa fusca \| \| \| \| |
|           | \| \| Trichauxa albovittata \| \| \| \| \| \| Trichauxa fusca \| \| \| \| |
|           | Trichauxa albovittata                                                     |
|           |                                                                           |
|           | Trichauxa fusca                                                           |
|           |                                                                           |